# 니콜라스 림바흐
니콜라스 림바흐(독일어: Nicolas Limbach, 1985년 12월 29일 ~ )는 독일의 펜싱 선수로 주 종목은 사브르이다.
그는 2008년 하계 올림픽 당시 폴란드의 마르친 코니우시를 32강에서 15-7로 꺾었다. 그러나 이어지는 16강전에서 벨라루스의 알략산드르 부이케비치에게 14-15로 패하며 탈락하였다. 그는 예선전 경기에서 알도 몬타노를 10번 만나 9번 이기며 이기며 9번 시드를 획득하였다.
2007년 세계 선수권 대회에서 그는 동메달을 땄다. 그는 루마니아의 라레슈 두미트레스쿠를 이기고 2009년 세계 선수권 대회에서 우승하였다. 그는 2010년과 2011년 대회에서도 은메달을 딴 경험이 있다.
2009년 그가 금메달을 따기 이전까지, 그의 소속팀 TSV 바이어 도르마겐에서 사브르 금메달을 딴 경험이 있는 선수는 1994년의 펠릭스 베커가 유일하다.

## 같이 보기
- 2008년 하계 올림픽 독일 선수단
- 2012년 하계 올림픽 독일 선수단